# The Baby-Sitters Club (2020)
The Baby-Sitters Club (bra: O Clube das Babás; prt: O Clube das Baby-Sitters) é uma série de streaming de 2020 dos gêneros comédia dramática criada por Rachel Shukert, baseada na série de romance infantil de mesmo nome de Ann M. Martin. Foi lançado na Netflix em 3 de julho de 2020. Em outubro de 2020, a série foi renovada para uma segunda temporada que foi lançada em 11 de outubro de 2021. Em março de 2022, a série foi cancelada depois de duas temporadas.

## Sinopse
A série segue a amizade e as aventuras de cinco estudantes do ensino fundamental enquanto iniciam uma empresa de babás em Stoneybrook, Connecticut.

## Elenco

### Principal
- Sophie Grace como Kristy Thomas, a presidenta do clube, ela é um indivíduo singular, que frequentemente compartilha sua opinião sobre o feminismo e outros problemas sociais.
- Momona Tamada como Claudia Kishi, a popular vice-presidente do clube que tem paixão por qualquer tipo de arte, e frequentemente tem dificuldades com outras matérias. Ela esconde doces em seu quarto, que é o ponto de encontro do clube. Ela é nipo-americana, mas nunca aprendeu a falar japonês.
- Shay Rudolph como Stacey McGill, a tesoureira do clube que se mudou recentemente de Upper West Side of Manhattan. Muito boa em matemática, ela tem diábetes.
- Malia Baker como Mary Anne Spier, a tímida secretária dp grupo e melhor amiga de Kristy. Ela é apresentada como birracial e também apelidada como a "bebê" do clube na primeira temporada. Ela perdeu a mãe quando tinha 18 meses e tem um pai muito super protetor.
- Alicia Silverstone como Elizabeth Thomas-Brewer,[10] é a mãe solteira da Kristy.
- Mark Feuerstein como Watson Brewer,[10] é o noivo de Elizabeth e futuramente marido. Kristy não gotsa dele de início, mas ao decorrer da série a prende a se acostumar com ele.
- Xochitl Gomez (1ª) e Kyndra Sanchez (2ª)[11] como Dawn Schafer, é a nova amiga de Mary Anne que recentemente se mudou para Stoneybrook de Los Angeles. Ela é hispano-americana e sua mãe estudava com o pai de Mary Anne, Richard Spier.
- Vivian Watson cmo Mallory Pike (recorrente 1ª, principal 2ª), é a uma garota doce que ama cavalos e tem sete irmãos. É também melhor amiga da Jessi.
- Anais Lee como Jessi Ramsey (participação 1ª, principal 2ª), é uma balarina muito talentosa e melhor amiga de Mallory.

### Recorrente
- Takayo Fischer como Mimi Yamamoto, é a avó de Claudia. Claudia e Mimi tem um relacionamento muito especial.
- Aya Furukawa como Janine Kishi, a irmã mais velha e inteligente de Claudia, que tem não são tão próximas.[12] Na 2ª Temporada, ela se assume como lésbica.
- Marc Evan Jackson como Richard Spier, o pai super protetor de Mary Anne que reacende seu relacionamento de ensino médio com Sharon Porter.
- Benjamin Goas como David Michael Thomas, irmão mais novo de Kristy.
- Dylan Kingwell como Sam Thomas, irmão mais velho de Kristy e crush de Stacey.
- Sebastian Billingsley-Rodriguez como Andrew Brewer, filho de Watson.
- Sophia Reid-Gantzert como Karen Brewer, A filha imaginativa e 'estranha' de Watson.
- Rian McCririck como Logan Bruno, o interesse amoroso de Mary Anne.
- Jessica Elaina Eason como Sharon Porter, a mãe de espírito livre de Dawn que desenvolve um relacionamento com Richard Spier.
- Kelcey Mawema como Ashley Wyeth, a namorada de Janine Kishi' quem Claudia admira.

## Dublagem
| Personagens             | Dubladores         |
| ----------------------- | ------------------ |
| Kristy Thomas           | Isabella Guarnieri |
| Claudia Kishi           | Agatha Paulita     |
| Stacey McGill           | Michelle Giudice   |
| Mary Anne Spier         | Luísa Horta        |
| Elizabeth Thomas-Brewer | Letícia Quinto     |
| Watson Brewer           | Ettore Zuim        |
| Dawn Schafer            | Luy Campos         |
| Mallory Pike            | Luiza Porto        |
| Jessi Ramsey            | Marun Reis         |